# سنگدانه

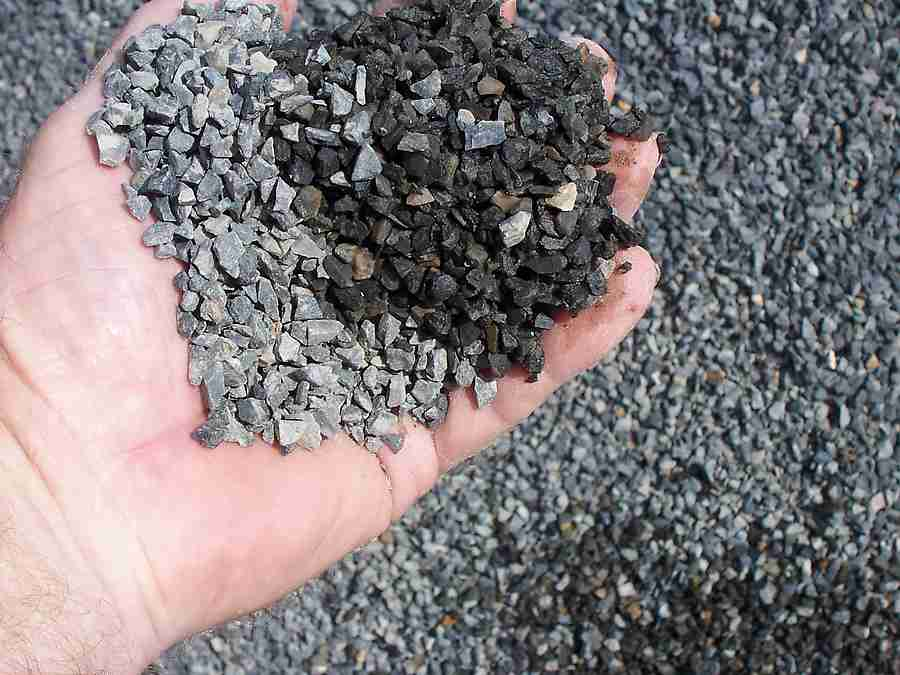
سنگدانه ۱۰ میلی‌متری

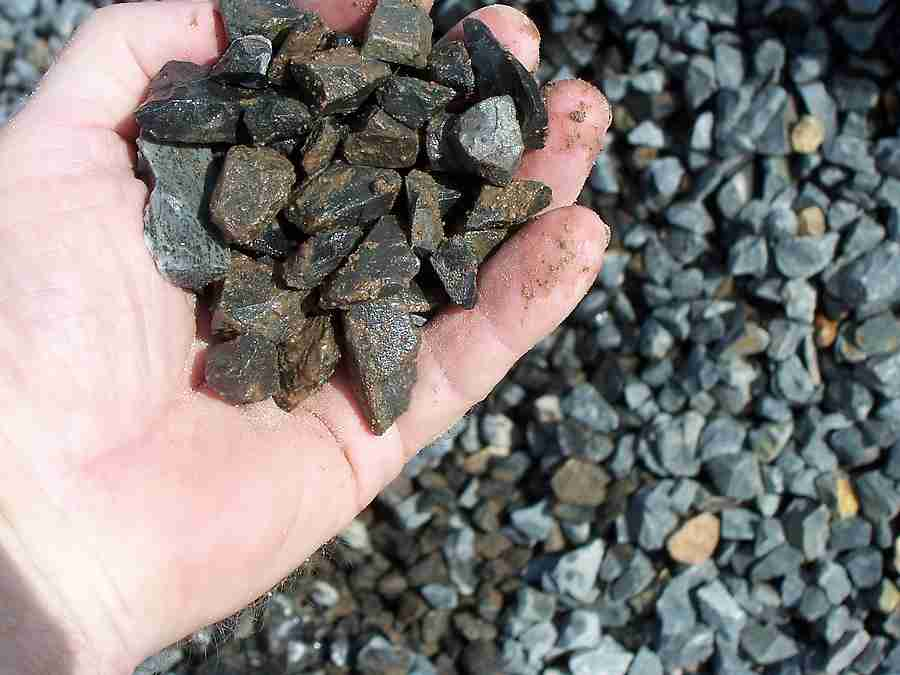
سنگدانه ۲۰ میلی‌متری

سنگدانه (به انگلیسی: Aggregate) مجموعه‌ای است از دانه‌های سنگی که به عنوان عضوی از بتن ایفای نقش می‌کند. خواص فیزیکی سنگدانه‌ها معمولاً مورد بررسی بیشتر قرار می‌گیرد زیرا در مقایسه با ویژگی‌های شیمیایی، تأثیر بیشتری روی عملکرد بتن حاصل دارد. تخلخل، شکل و بافت از خواص سنگدانه‌ها هستند که تعیین‌کننده وزن واحد حجم، مدول الاستیسیته و پایداری ابعادی بتن است.

## تقسیم‌بندی
عمدتاً به دو دسته گردگوشه و تیزگوشه (شکسته) تقسیم می‌شود. شن‌های طبیعی، معمولاً دارای شکلی گردگوشه و بافت سطحی صاف هستند. در مقابل، سنگ‌های شکسته دارای سطحی زبر و خشن بوده و بسته به نوع سنگ معدن و انتخاب سنگ‌شکن، سنگدانه‌های شکسته ممکن است دارای مقادیر قابل ملاحظه‌ای دانه‌های پولکی یا طویل باشند که تأثیر منفی روی عملکرد بتن دارد. وجود سنگدانه‌های دارای ابعاد بزرگ و همچنین نسبت زیاد سنگدانه‌های پولکی و طویل در بتن باعث به وجود آوردن لایه نازک آب در فصل مشترک خمیره سیمان و سنگدانه شده، این لایه در ضعیف کردن پیوستگی خمیره سیمان و سنگدانه در مرز بین سنگدانه و خمیره بسیار مؤثر است.